# Joseph Tarchaniotès
Joseph Tarchaniotès (grec: Ιωσήφ Ταρχανειώτης), est un général byzantin principalement connu pour sa défaillance lors de la bataille de Manzikert en 1071.
En tant que général expérimenté, Joseph est commandant en second des opérations byzantines contre Manzikert avec près de 30 000 à 40 000 soldats sous son commandement. Son corps est détaché de l'armée principale pour prendre la ville de Khliat avant que la bataille ne commence. Ce qui se passa alors est assez flou mais dans tous les cas, Khliat ne fut pas prise. Que cet échec soit dû à une trahison ou à une défaite, il a sérieusement entamé les capacités de Romain IV Diogène à l'aube de la bataille de Manzikert. Bien que son détachement ait été vaincu (selon des sources seldjoukides) ou ait disparu pour des causes inconnues (les sources byzantines sont muettes à ce sujet), Tarchaniotès survit.
Il mourut en 1074 alors qu'il était duc d'Antioche et c'est son fils Katakalon Tarchaniotès qui lui succéda. 